# Брахиосаур
Брахиосаур што значи „гуштер — рука“(грч. βραχιωνσαυρος) је био врста диносаура који су живели у касној јури, пре око 156 милиона година. Добио је такво име јер су му предњи удови, супротно од осталих диносауруса били дужи него задњи. Био је једна од највећих животиња које су икада ходале Земљом. Први фосилни налаз откривен је 1900. године у Grand River Кањону у САД, држава Колорадо. Сем у Колораду станиште му је било и на простору надашње Танзаније на афричком континенту и простору данашње Португалије на европском континенту.
Брахиосаур је био један од највећих и најтежих диносауруса, дугачак око 25m и вероватно је могао да подигне главу до 13m изнад земље. Али постоје и докази да је могао да порасте и до 15% више него што је наведено. Брахиосаур је имао масу између 33 и 88 тона.

## Изглед
Брахиосаур је био у групи биљоједа који су ходали на четири ноге и имали релативно мале мозгове. Имао је грађу попут жирафе, са дугачким предњим удовима и веома дугачким вратом, малом главом и кратким дебелим репом. Имао је зубе прилагођене његовом типу исхране. Његова лобања је била рупичаста вероватно да би се смањила његова тежина. Имао је осам канџи (први прст на предњим ногама и прва три прста на задњим ногама) и ходао је на четири ноге.

### Врсте рода
Род Brachiosaurus обухвата три врсте:
1. de Lapparent & Zbyszewski, 1957.
2. Riggs, 1903.
3. de Lapparent, 1960.

| српски назив     | латински назив | доба                 |
| ---------------- | -------------- | -------------------- |
| брахиосаурус     |                | средња и горња креда |
| еухелопус        |                | касна креда          |
| камарасаурус     |                | горња креда          |
| опистоцеликаудиа |                | горња креда          |

## Историја открића

### Холотипни узорак
Род Brachiosaurus је базиран на парцијалном посткранијалном скелету откривеном 1900. године у долини реке Колорадо у близини Фруте, Колорадо. Овај примерак, који је касније проглашен холотипом, потиче од стена у сливу Бруши, припадника Морисонске формације, те је према томе касно кимериџијски, стар око 154 до 153 милиона година. Открили су га амерички палеонтолог Елмер С. Ригс и његова посада из Филдовог колумбијског музеја (сада Филдовог музеја природне историје) из Чикага, тренутно је заведен у каталогу као FMNH&nbsp;P&nbsp;25107.
Ригс и његови сарадници су радили на том подручју као резултат позитивне кореспонденције између Ригса и Стантона Мерил Брадбурија, зубара у оближњој вароши Гранд Џанкшон. У пролеће 1899. Ригс је послао писма градоначелницима у западном Колораду, распитујући се за могуће стазе које воде од железнице до североисточне Јуте, где се надао да ће пронаћи фосиле еоценских сисара. На његово изненађење, Брадбери, аматерски колекционар и председник Академије наука Западног Колорада, обавестио га је да су кости диносауруса сакупљане у близини Гранд Џанкшон од 1885. Ригс је био скептичан према овој тврдњи, али је његов надређени, кустос геологије Оливер Камингс Фарингтон, био веома нестрпљив да у збирку дода велики костур сауропода како би надмашио друге институције, и убедио је руководство музеја да уложи петсто долара у експедицију. Доласком 20. јуна 1900. године поставили су логор на напуштеном козјем ранчу. Током истражног путовања на коњу, Ригсов помоћник на терену Харолд Вилијам Менке пронашао је хумерус  25107, 4. јула, узвикујући да је то „највећа ствар до сада!”. Ригс је у почетку сматрао да је налаз лоше очуван примерак Бронтосауруса и ставио приоритет на ископавање Каменолома 12, који је садржао обећавајући скелет Моросауруса. Осигуравши тај узорак, дана 26. јула вратио се хумерусу у Каменолому 13, који се убрзо показао да је огромне величине, убедивши збуњеног Ригса да је открио највећу копнену животињу икада.
Локалитет, Ригсов Каменолом 13, налази се на малом брду касније познатом као Ригс Хил, који је у данашње време обележен плочом. На Ригс Хилу је забележено више фосила рода Brachiosaurus, док су други фосили на брду били вандалисани. Током ископавања узорка, Ригс је погрешно идентификовао хумерус као деформисану бутну кост због њене велике дужине, а чинило се да је то потврђено када је откривена једнако велика, добро очувана права бутна кост истог костура. Ригс је 1904. године напоменуо: „Да није било необичне величине пронађених ребара повезаних с њим, примерак би био одбачен као апатосаурус, сувише лоше очуван да би имао вредност.” Тек након припреме фосилног материјала у лабораторији, кост је препозната као хумерус. Ископавање је привукло велики број посетилаца, одгодивши радове и присиливши Менка да чува локацију како би спречио пљачку костију. Дана 17. августа последња кост је омотана гипсом. Након завршетка десетодневног проспективног путовања, експедиција се вратила у Гранд Џанкшон и ангажовала тим и вагон за транспорт свих фосила до железничке станице, током пет дана; још једна недеља је потрошена на њихово паковање у тридесет осам сандука тежине 5.670 kg (12.500 lb). Дана 10. септембра Ригс је возом кренуо за Чикаго, приспевши 15-тог; железничке компаније су дозволиле путницима и терету да путују бесплатно, као гест за односе с јавношћу.
Холотипни скелет састоји се од десне надлактичне кости (хумеруса), десне бутне кости (фемура), десног илиума (кости кука), десног коракоида (рамена кост), сакрума (спојени пршљенови кука), последњих седам грудних (труп) и два репна (репна) пршљена, и неколико ребара. Ригс је описао коракоид као да је са леве стране тела, али је поновно истраживање показало да је то десни коракоид. У време открића, доњи крај надлактичне кости, доња страна сакрума, илиум и очувани репни пршљенови били су изложени ваздуху и тако делимично оштећени временским утицајима. Пршљенови су били само незнатно померени из првобитног анатомског положаја; пронађени су са горњим странама усмереним надоле. Ребра, хумерус и коракоид су, међутим, померени на леву страну кичменог стуба, што указује на транспорт воденом струјом. Ово даље доказује изоловани илиум Диплодокуса који се очигледно кретао насупрот кичменог стуба, као и промена у саставу околних стена. Док је сам узорак био уграђен у ситнозрнату глину, што указује на нискоенергетске услове у време таложења, на седмом предсакралном пршљену одсечен је дебелим слојем много грубљих седимената који се састојао од каменчића у основи и пешчара даље према горе, што указује на таложење под јачим струјама. На основу ових доказа, Ригс је 1904. године сугерисао да је нестали предњи део костура однет воденом струјом, док је задњи део већ био прекривен седиментом и тако очуван.
Ригс је објавио кратак извештај о новом налазу 1901. године, примећујући необичну дужину надлактичне кости у поређењу са фемуром и екстремну укупну величину и резултирајуће пропорције сличне жирафи, као и мањи развој репа, али није објавио назив за новог диносауруса. Године 1903. именовао је типску врсту Brachiosaurus altithorax. Ригс је име рода извео од грчког brachion/βραχίων што значи „рука” и sauros/σαυρος  што значи „гуштер”, јер је схватио да је дужина руку необична за сауропода. Тај специфични епитет је изабран због необично дубоке и широке грудне шупљине, од латинског altus „дубоко“ и грчког thorax/θώραξ, „грудни оклоп, кираса, коршол“. Латински thorax изведен је из грчког и постао је уобичајена научна ознака за груди тела. Наслови Ригсових чланака из 1901. и 1903. нагласили су да је примерак „највећи познати диносаурус”. Ригс је пратио своју публикацију из 1903. са детаљнијим описом у монографији из 1904.
Припрема холотипа почела је у јесен 1900. године, убрзо након што га је Ригс пренео са терена у музеј. Прво су обрађени елементи удова. У зиму 1904. године веома истрошене пршљенове леђа и кука припремили су Џејмс Б. Абот и К.Т. Клајн. Како је припрема појединачних костију завршена, оне су биле изложена у стакленој витрини у хали 35 Палате ликовних уметности Светске колумбијске изложбе, првој локацији Филдсовог музеја. Све кости су, засебно, још биле изложене до 1908. године у хали 35, када је отворен у Филдсовом музеју новопостављени Апатосаурус, што је био примерак који је Ригс пронашао у Каменолому 12, данас каталогизован као FMNH P25112 и идентификован као пример рода Brontosaurus. Године 1993, холотипне кости су обликоване и изливене, а кости које недостају исклесане су на основу материјала сродног Brachiosaurus brancai (сада Giraffatitan) у Природњачком музеју у Берлину. Овај пластични костур је монтиран и 1994. године и изложен на северном крају Стенли Филд Хала, главне изложбене хале садашње зграде Филдсовог музеја. Праве кости холотипа изложене су у две велике стаклене витрине на оба краја монтираног одливака. Монтажа је стајала до 1999. године, када је премештена у дворану Б првог терминала Јунајтед ерлајнса на међународном аеродрому О'Хара како би се направио простор за новостечени костур тираносауруса, „Су”. У исто време, Филдсов музеј је поставио други пластични одливак костура (дизајниран за спољну употребу) који је изложен изван музеја на северозападној тераси. Још један спољашњи одливак на отвореном послат је у Дизнијево животињско царство да служи као икона капије за „DinoLand, U.S.A“ подручје, познато као „Олденгејт Бриџ” које повезује две половине фосилног каменолома названог Боунјард простор.
Another outdoor cast was sent to  to serve as a gateway icon for the "DinoLand, U.S.A." area, known as the "Oldengate Bridge" that connects the two halves of the fossil quarry themed Boneyard play area.